# Джеффрі Ульман
Дже́ффрі Де́від У́льман (англ. Jeffrey David Ullman; нар. 22 листопада 1942) — дослідник у галузі інформаційних технологій. Його підручники з компіляторів, теорії обчислень та баз даних вважають стандартом у відповідних дисциплінах.

## Життєпис
Ульман здобув ступінь бакалавра прикладної математики від Колумбійського університету 1963 р. та ступінь Ph.D. електротехніки від Принстонського університету 1966 р. Після чого почав працювати в Bell Labs. Починаючи з 1969 до 1979 рр. працював професором в Принстоні. Починаючи з 1979 й донині — професором в Стенфордському університеті. 1995 р. отримав звання почесного члена Асоціації обчислювальної техніки, 2000 отримав премію Кнута. Спільно з Джоном Хопкрофтом 2010 р. нагороджений медаллю Джона фон Неймана, «за створення основ теорії автоматів та мов та внесок до теоретичної інформатики.»
До дослідницьких інтересів Ульмана належить, зокрема, теорія баз даних, інтеграція даних, добування даних та освіта з використанням засобів інформаційних технологій. Він є одним із засновників теорії баз даних та був науковим керівником цілого покоління аспірантів, які згодом стали провідними дослідниками теорії баз даних. Був науковим керівником Сергія Бріна, одного зі співзасновників компанії Google, та працював у компанії радником із технічних питань.
Працює[коли?] виконавчим директором у компанії Gradiance.